# Шишов Віталій Євгенович
Віталій Євгенович Шишов (7 січня 1951, Пирятин — 1996, Франція) — український скульптор.

## Біографія
Народився 7 січня 1951 року в місті Пирятині Полтавської області. У віці тринадцяти років вирубав свою першу скульптуру з каррарського мармуру. Навчався в Київському державному художньому інституті, який закінчив у 1978 році. З 1982 року — член Спілки художників України. Брав участь в міжнародних виставках в Канаді, Бельгії, Німеччині, Фінляндії, Японії, Швеції, США[джерело?].
У 1996 році запрошений до участі в роботі над реконструкцією пам'ятника княгині Ользі (Київ, Михайлівська площа), для якого за короткий час створив скульптуру Андрія Первозваного. Після монтажу пам'ятнику поїхав до Франції для участі у виставці українського мистецтва, де несподівано помер.

## Творчість
З іменем Віталія Шилова пов'язують формування нової поетики української скульптури та повернення до традицій античної пластики. В анотації виставки робіт Віталія Шишова в київській галереї Триптих (03-16 січня 2005) дається наступна характеристика творчості митця:

| Як пристрасний прихильник стародавніх греків, ще в молоді роки скульптор мріяв про відродження найдавніших пластичних традицій і поступово йшов до здійснення своєї мрії — від анатомічної пластики в юності — до натхненої матерії в зрілі роки. У поводженні з матеріалом Шишов винятковий. Йому підвладні найтонші нюанси текстурного та фактурного вираження. Його каміння ладне бути легким і важким, щільним і прозорим, непорушним і динамічним. В скульптурах, здається, показаний багатовіковий досвіт створення скульптури, і в той самий час вони живуть відблиском пластичних ідей, народжених буремним і трагічним двадцятим сторіччям. |
У своїх творах з каменю художник звертається до образів сивої давнини; в них відчувається покликання відновити загублений зв'язок часів.
Серед скульптур, створених Шишовим:
- «Театр» (1978, дипломний проект)
- «Минуле і сучасне» (1986)
- «Чекання» (1989)
- «Тіні предків» (1987—1990)
- «Пирятинська мадонна» (1989—1991)
- «Знамення 24x»[7] (1989)
- «Венера Скіфська» (1990)
- «Торс у п'яти вимірах» (1994)[1]
- «Світло»[5]
- «Фетиш»[5]

В композиціях «Минуле і сучасне», «Чекання», «Пирятинська мадонна» буквально процитовані образи скіфських кам'яних баб.
Віталій Шишов є автором і співавтором монументів:
- Пам'ятний знак першій школі на Русі (1988, Київ)
- Пам'ятний знак на честь «Заповіту» Тараса Шевченка (1989, Переяслав)
- Пам'ятник Маркіяну Шашкевичу (1993, Нестаничі;  у співавторстві — скульптор Я. Мотика, архітектор О. Матвіїв)[8][9]
- Постать Андрія Первозваного в композиції пам'ятника княгині Ользі (1996, Київ)

## Зображення

Пам'ятний знак на честь твору Тараса Шевченка «Заповіт» в Переяславі